# Río Sham Chun

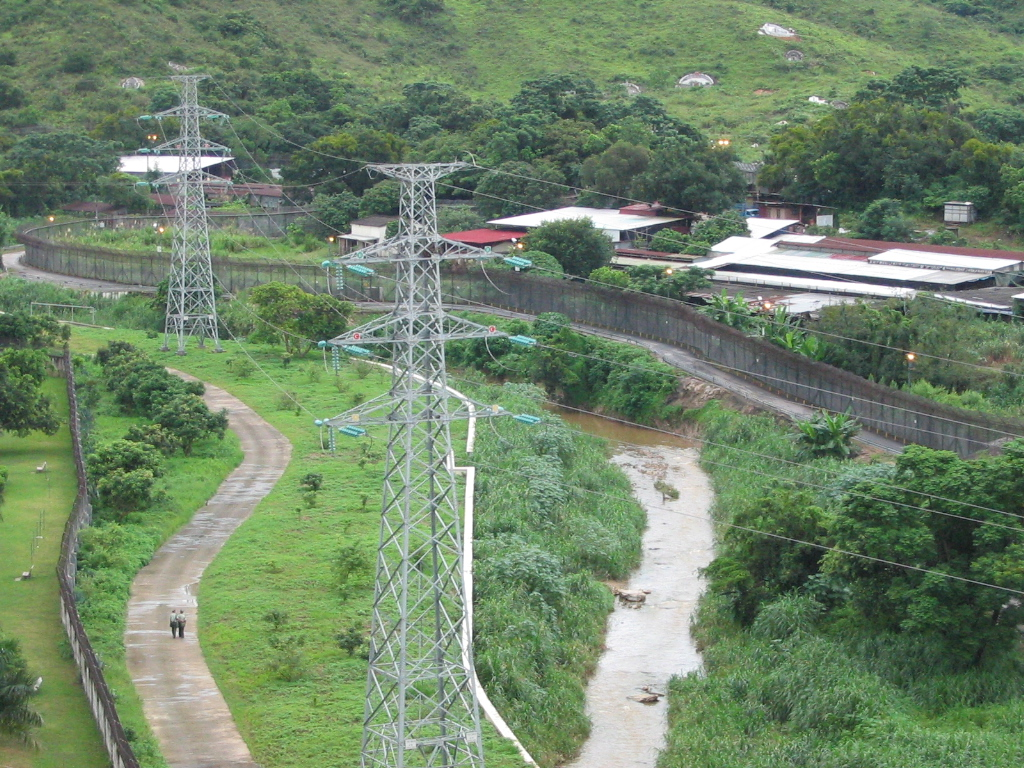
La frontera entre Hong Kong y China continental vista desde el Distrito de Luo Hu de Shenzhen en julio de 2005

El río Sham Chun, también llamado río Shenzhen o Shenzhen He, sirve como frontera natural entre Hong Kong y China continental, junto con el río Sha Tau Kok.
Formaba parte del límite del alquiler de Nuevos Territorios, acordado en 1898 en la Convención para la Extensión del Territorio de Hong Kong (también llamada Segunda Convención de Pekín).
Discurre por el Distrito Norte de Hong Kong y por la ciudad de Shenzhen (Cantón). Nace en la Montaña Wutong (Shenzhen). Algunos de sus afluentes son el río Ping Yuen, el río Shek Sheung, el río Sheung Yue, el río Ng Tung, el río Buji y el río Tan Shan. El embalse de Shenzhen también desemboca en el río cuando está lleno.
El río desemboca en la Deep Bay (también conocida como Hau Hoi Wan o Bahía de Shenzhen). Las marismas de Mai Po están en su estuario.
Se han realizado esfuerzos para paliar los problemas de inundaciones y contaminación. Se enderezó parte de su curso, lo que conllevó un cambio de las fronteras. Tras las obras, un kilómetro cuadrado de terreno pasó a ser de Hong Kong.[cita requerida]